# Jun Hong Lu
Maestro Jun Hong Lu, en chino: 盧軍宏; Pinyin: Lú Jūnhóng (Shanghái, 4 de agosto de 1959-Sídney, 10 de noviembre de 2021) fue un líder religioso y educador chino nacionalizado australiano que fue el presidente y director de la Asociación de Caridad Budista Oriental de Australia registrada bajo el pacto global de las Naciones Unidas como ONG-Organización No Gubernamental desde julio de 2015 hasta su muerte. Fue también presidente del Centro de Investigación Budista Chino Australiano.

## Promoción del Budismo
Desde 2010, en respuesta a las invitaciones de seguidores budistas de todo el mundo, Lu y su Equipo de Propagación del Dharma han organizado charlas públicas en muchos países y regiones, incluyendo las principales ciudades de Australia; Nueva York, Los Ángeles, San Francisco y Boston en los Estados Unidos; y Toronto y Vancouver en Canadá, Bruselas en Bélgica, Madrid en España y Roma en Italia. Lu también dio charlas en Singapur, Malasia, Hong Kong, Reino Unido, Francia, Alemania, Dinamarca, Tailandia, Nueva Zelanda y Taiwán. 
En diciembre de 2013 Lu fue invitado a dar un discurso en el Instituto para la Diplomacia Cultural (CDI) en reconocimiento de la contribución de Jun Hong Lu a la comunidad internacional. 

## Publicaciones
Ha escrito más de 30 libros sobre la enseñanza del budismo y todos ellos están disponibles de forma gratuita, no para la venta. Algunos de sus libros están siendo traducidos al inglés, francés, español y alemán.

## Puntos de Vista

### Budismo Mahayana
Según él, La Puerta Dharma de Guan Yin Citta pertenece a la tradición budista Mahayana. Alienta a las personas a recitar diariamente las escrituras budistas (sutras y mantras), practicar la liberación vital (es decir, salvar las vidas de aquellos destinados a ser masacrados) y hacer grandes votos para ayudar a más personas. Se cree que estas tres "prácticas doradas" establecen una base sólida para mejorar el bienestar físico y mental.

#### Las Tres Prácticas Budistas Doradas de Guan Yin Citta
- Sutras / mantras budistas: Guan Yin Citta cree que recitar sutras y mantras budistas sobre una base diaria ayuda a beneficiarse de las bendiciones de los Budas y Bodhisattvas. La recitación no sólo ayudará a eliminar el karma negativo de uno; también traerá fuerza, sabiduría y paz interior, para que uno pueda superar todo tipo de obstáculos. Los tres principales sutras y mantras recitados por los seguidores de Guan Yin Citta son: el Mantra de la Gran Compasión, el Sutra del Corazón y el Arrepentimiento de los Ochenta y ocho Budas.[5]
- Practicar la liberación vital: es decir, la liberación de los animales, especialmente aquellos en grave peligro de ser masacrados, es una práctica popular realizada por todas las escuelas del Budismo. Guan Yin Citta cree que la liberación de animales ayuda a cultivar la compasión hacia todos los seres, y profundiza el entendimiento de que todos los seres vivos son interdependientes.[6]
- Hacer grandes votos: Cuando uno hace un voto, él o ella será motivado para cumplir el voto. El voto entonces se convierte en energía de gran fuerza; uno puede superar innumerables obstáculos. Esto es especialmente cierto cuando uno hace un voto de compasión. Al ver el sufrimiento y oír los gritos de los seres sintientes, los Bodhisattvas producen inmensa compasión y voto para beneficiar a todos los seres sintientes.[7]

### Organización
En el blog oficial en chino de Jun Hong Lu, él acentúa la importancia de que los seguidores de Guan Yin Citta respeten las reglas y regulaciones en sus países y regiones respectivos al practicar la Puerta Dharma de Guan Yin Citta.

### Religiones
En una entrevista con Radio Francia Internacional, el Maestro Lu declaró que "La razón de tener 84.000 Dharmas es acomodar a todos los seres y criaturas para comprenderse a sí mismo con el fin de crear un mundo conmovedor. Esto será suficiente, siempre y cuando se tenga el corazón y el alma para crear un lugar mejor para todos los seres. Por eso respeto el Dharma. No importa qué Dharma elija, sino que sigue siendo el camino en que se tiene que proceder. Esto es un punto muy importante. Por lo tanto, los chinos de Sydney practican el vegetarianismo durante el primer y el décimo quinto día del calendario chino También hay muchos chinos que se presentan a adorar al Buda durante las estaciones festivas Algunas incluso saben practicar la bondad. Algunas organizaciones en Sydney tales como la Fundación Tzu Chi, el Budismo de la Tierra Pura del Maestro Chin Kung y también el Templo de Nan Tien del Maestro Hsing Yun están establecidos con la misma prioridad, que es llevar adelante la Enseñanza del Budismo para unir a todos al nivel físico, mental y espiritual. Por lo tanto, creo que todos los budistas chinos de todo el mundo deben seguir practicando el budismo, y se beneficiarán del cultivo de la mente, y también para crear un mundo pacífico y armonioso ".

### Paz Mundial
- El 26 de marzo de 2014 en Washington D. C., el Maestro Lu asistió a una cumbre mundial sobre la paz mundial como orador principal en el Congreso de los Estados Unidos. Se le concedió el título de "Embajador de la Paz Mundial" en la cumbre. El Maestro Lu señaló que, el sueño de un mundo pacífico sólo podría ser realizado si nos tratamos unos a otros con compasión, y mostramos bondad a nuestras comunidades.[11]
- En una entrevista con A9 TV, el Maestro Jun Hong Lu dijo que,”espero de todo corazón que podamos unirnos, cambiar la forma en que nos tratamos. Todos debemos tratarnos unos a otros con cariño y amor. Solo por este tipo de actitud entonces podemos lograr la paz mundial y podemos perdonarnos unos a otros por nuestras faltas. Entonces podemos bajar las armas, sin querer entrar en conflicto. Esa es la única manera de llegar a la paz mundial.”[12]

## Filantropía

### Alivio de inundaciones
- Río Yangtze, China - 1998
- Inundación de Brisbane, Australia - 2011[13]
- Kelantan, Malasia - 2015[14]

### Terremotos
- Terremoto de Sichuan, China - 2008
- Terremoto de Sichuan, China - 2013[15]

### Programa de ayudas contra desastres
- Fundación Tzu Chi - 2013[16]

### Otros trabajos filantrópicos
En 2013, Jun Hong Lu, con su equipo del Centro de Investigación Budista Chino de Australia, organizó un evento caritativo para recaudar fondos para estudiantes tibetanos con dificultades financieras.
En 2014, Jun Hong Lu estableció la Asociación de Beneficencia Budista de Asia Oriental (AOMB). La AOMB ayuda a personas que sufren de enfermedades mentales, recauda dinero para adultos y niños con discapacidades y organiza eventos benéficos para apoyar los esfuerzos de socorro en todo el mundo.

## Premios y reconocimientos
- En reconocimiento a los esfuerzos de Lu para promover la Cultura Tradicional China, el Budismo y la Paz Mundial, la Fundación de la Unidad de la Fe, con sede en el Reino Unido, honró a Lu con el "Premio Mundial de la Paz (Budismo)" y el título del Embajador de la Paz Mundial en julio de 2012.[18]
- En septiembre de 2012, Lu fue invitado a dar una charla pública en la Universidad de Harvard.
- En octubre de 2012, recibió el "British Community Honors Award" en la Cámara de los Lores, Reino Unido. Este premio es reconocido y honrado por Su Majestad la Reina Isabel II para miembros de la Comunidad Británica por su contribución a la Sociedad Británica.
- El 31 de marzo de 2014, Lu fue galardonado como profesor visitante honorario por la Universidad de Siena, Italia. La cátedra visitante está bajo el Programa de Maestría en Gobernabilidad Global y Diplomacia Cultural de la Universidad de Siena.[19]
- El "Anuario de quién es quién de China 2014" enumera a gente en varios campos que han hecho contribuciones excepcionales al país. Está aprobado para ser publicado por la Administración General de Prensa y Publicación de China. El anuario se publica anualmente. Es la única publicación oficial en China que lista a ciudadanos chinos prominentes en la forma de anuario.
- La edición 2014 contiene información biográfica detallada sobre personas en varios campos que han tenido un impacto en la vida del país en 2014. Además del presidente chino Xi Jinping, Jun Hong Lu también aparece en la edición de 2014. Otros personajes destacados como líderes del Partido Comunista Chino y otros partidos políticos, organismos gubernamentales y el Ejército aparecen en el anuario.[20]
- El Maestro Lu fue invitado a asistir a una cumbre mundial en la sede de las Naciones Unidas en Nueva York como orador principal. El objetivo de la cumbre fue formular una hoja de ruta para una cultura de paz como prevención de conflictos y mediación. En agradecimiento por la dedicación y el servicio del Maestro Lu a la promoción de la educación para cultivar una cultura de paz, la cumbre concedió al Maestro Lu el título de "Embajador de la Educación para la Paz". El premio fue presentado por Emil Constantinescu, expresidente de Rumanía, y Joana, directora ejecutiva del Comité de Alianza Estratégica Internacional.[21]